# Artur Fedoruk
Artur Fedoruk (* 4. Januar 1992) ist ein estnischer Eishockeyspieler, der seit 2017 beim HC Vipers Tallinn in der estnischen Eishockeyliga spielt.

## Karriere
Artur Fedoruk begann seine Karriere als Eishockeyspieler bei Purikad Tallinn, für das er bereits als 15-Jähriger in der estnischen Eishockeyliga spielte. Anschließend spielte er für den HK Ogre, Tallinn Viiking Sport, den HC Panter Tallinn und erneut für den HC Viking Tallinn. Nachdem Viking Tallinn vom Spielbetrieb der Meistriliiga ausgeschlossen wurde, wechselte Fedoruk 2015 erneut zum Lokalrivalen Panter Tallinn und wurde in der Spielzeit 2015/16 zweitbester Scorer und Torschütze jeweils hinter Alexander Bogdanov vom Meister Narva PSK. Nach einem Jahr beim HC Tallinn steht er seit 2017 beim HC Vipers Tallinn auf dem Eis.

### International
Für Estland nahm Fedoruk im Juniorenbereich an den U18-Weltmeisterschaften 2008, 2009 und 2010 sowie der U20-Weltmeisterschaft 2011 jeweils in der Division II teil.
Sein Debüt in der Herren-Auswahl des baltischen Landes gab er bei der Weltmeisterschaft 2015 in der Division I, in der er auch 2016 spielte. Zudem vertrat er seine Farben bei der Olympiaqualifikation für die Winterspiele 2018 in Pyeongchang und den Turnieren um den Baltic Cup 2016 und 2017.